# Josh Bycel
Josh Bycel (...) è uno sceneggiatore e produttore televisivo statunitense.
Bycel è principalmente conosciuto per essere stato uno dei produttori e sceneggiatori (dall'inizio fino alla fine) della serie Happy Endings, e per aver prodotto  insieme a Bill Lawrence la nona stagione/spin-off di Scrubs - Medici ai primi ferri.

## Carriera
Altre serie a cui ha preso parte come sceneggiatore sono Psych, American Dad!, L'atelier di Veronica e Father of the Pride.